# Juan Plans Bosch
Juan Plans Bosch (* 1. November 1913 in Barcelona; † 20. März 1997 in Barcelona) war ein spanischer Radrennfahrer und nationaler Meister im Radsport.

## Sportliche Laufbahn
Plans war von 1930 bis 1946 Berufsfahrer und ausschließlich bei spanischen Mannschaften unter Vertrag. Seine größten Erfolge hatte er als Bahnfahrer. 1933 gewann er zum ersten Mal die spanische Meisterschaft im Sprint. Bis 1943 war er in dieser Disziplin insgesamt siebenmal spanischer Meister. Diese Erfolgsserie wurde einige Jahre später auch von Miguel Poblet erreicht, der ebenfalls siebenmal Meister im Bahnsprint wurde. Er bestritt auch Straßenrennen, war dabei aber bis auf zwei Siege ohne Erfolg geblieben.